# Каменный мост (картина Рембрандта)
«Каменный мост» (нидерл. De stenen brug) — пейзаж Рембрандта, где видно мастерство художника в использовании светотени. Ему удалось передать ощущение надвигающейся бури.
На пейзаже изображена река с мостом, постоялый двор, рыбаки в лодке, несколько путников. В центре виден сенной сарай, справа вдалеке шпиль церкви. Несмотря на то, что пейзаж похож на голландский, в районе Амстердама во времена Рембрандта не было каменных мостов, так что это фантазия художника, на которую, возможно, его вдохновил офорт Яна ван де Вельде.

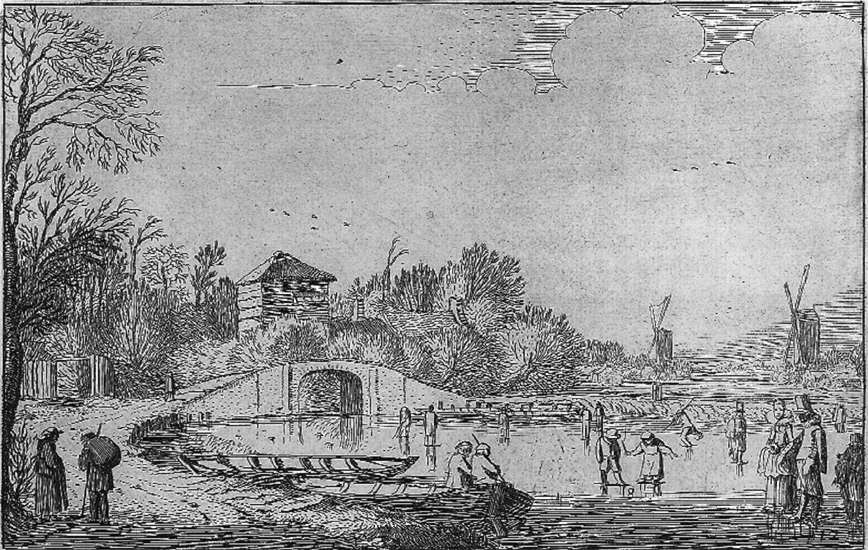
Ян ван де Вельде «Катающиеся на коньках на реке» (1616)